# 한국케이블공업
한국케이불공업주식회사는 대한민국의 전선 회사이다. 1966년 금성사에 피흡수합병되었다.